# Soisy-sur-École
Soisy-sur-École ist eine französische Gemeinde mit 1169 Einwohnern (Stand: 1. Januar 2022) im Département Essonne in der Region Île-de-France. Sie gehört zum Arrondissement Évry und ist Mitglied im Gemeindeverband Communauté de communes des 2 Vallées.
Die Einwohner werden Soiséens und Soiséennes genannt.

## Geographie
Soisy-sur-École liegt etwa 43 Kilometer südsüdöstlich von Paris am Fluss École im Regionalen Naturpark Gâtinais français.

### Nachbargemeinden
Umgeben ist Soisy-sur-École von den Nachbargemeinden Champcueil im Nordwesten und Norden, Nainville-les-Roches im Norden, Saint-Sauveur-sur-École im Nordosten, Saint-Germain-sur-École im Osten, Cély im Südosten, Dannemois im Süden, Videlles im Südwesten sowie Mondeville im Westen.

## Bevölkerungsentwicklung
| Jahr      | 1962 | 1968 | 1975 | 1982 | 1990 | 1999 | 2006 | 2019 |
| Einwohner | 635  | 608  | 830  | 1054 | 1311 | 1321 | 1358 | 1282 |

## Sehenswürdigkeiten
Siehe auch: Liste der Monuments historiques in Soisy-sur-École
- Kirche Saint-Aignan, ursprünglich aus dem 10. Jahrhundert
- Pfarrhaus

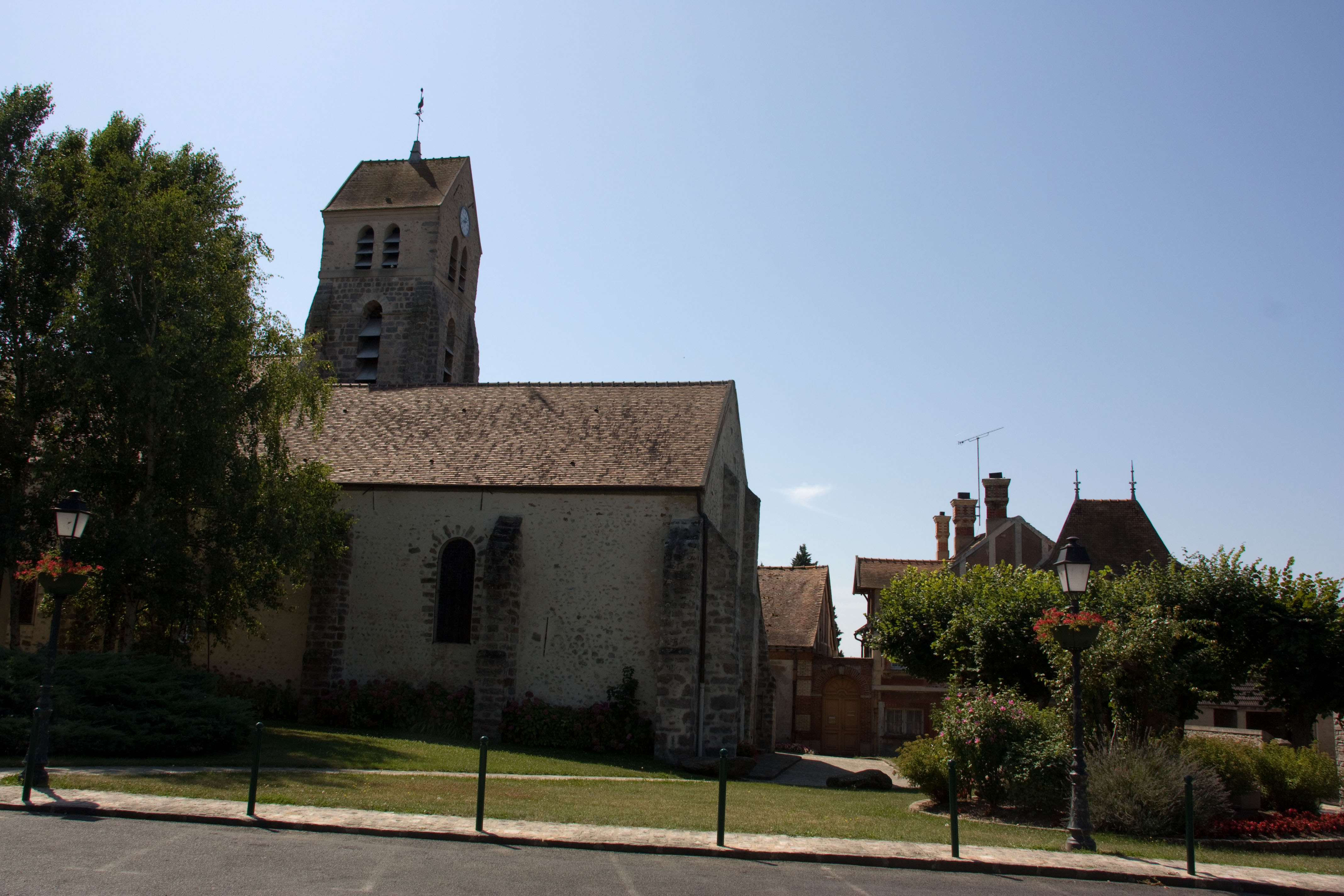
Kirche Saint-Aignan
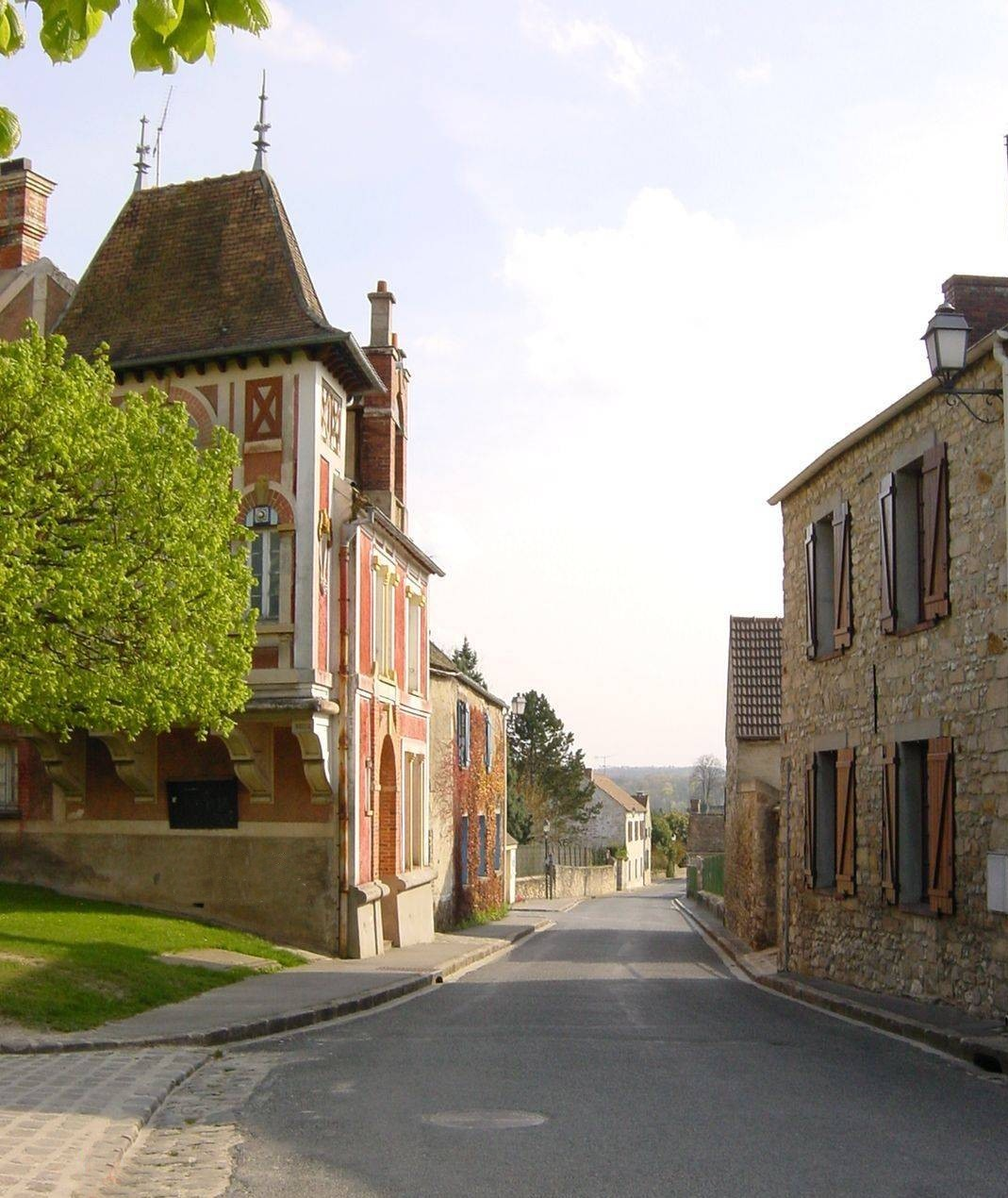
Pfarrhaus